# 子曰秋野
子曰秋野樂隊是一支中國搖滾樂隊，正式成立于1995年。至今已发表两張專輯（1996年的《第一册》和2002年的《第二册》）。

## 乐队成员
主唱&贝斯：秋野
吉他：汶麟、艾军
鼓：张军
打击乐：吕楠

## 经历
1994年，秋野命名组建“子曰乐队”，在北京出道。1995年春，“子曰乐队”正式成立，先后发表《磁器》、《乖乖的》、《白皮本》等歌曲，作品以单曲形式收录于多张摇滚音乐合辑。1996年，乐队录制了首张专辑——子曰《第一册》。該专辑一经问世，便得到广大乐迷的认可。从而被认为是“第一支关注人与人性及人们生活和身边事的摇滚乐队”。乐评界对乐队及其专辑给予了极高评价，该专辑被冠以四個“非常”——即: 非常中国、非常现代、非常民俗、非常摇滚。并将该乐队推举为“人文摇滚”的先驱和代表者。使摇滚乐从简单的娱乐或愤怒提升到了冷静的思考，并肩负起摇滚乐面向大众化的责任从而最终走向社会。1998年，《第一册》被评为“中国十大最佳摇滚专辑”，单曲《相对》获“国语十大原创金曲”奖。同年11月，“子曰”更名为“爻释•子曰”并成立爻释音乐制作公司。1999年，在法国使馆举办的法国音乐节上作为受邀的唯一一支中国的摇滚乐队参加了演出。
2001年，子曰乐队与罗大佑合作，並为张婉婷电影《北京乐与路》作曲。2002年1月，在中山音乐堂为国家领导人及挪威首相做演出，成为中国国内第一支获此殊荣的摇滚乐队。7月，发行第二张专辑《第二册》。专辑获“华语流行媒大奖年选”年度最佳乐队奖，“中国音乐风云榜”年度“最佳摇滚乐队”奖。11月，乐队和赵麟合作创作央视电视剧《射雕英雄传》，并由秋野演唱主题曲《天地都在我心中》，始创“侠客电视音乐”的新概念。2003年11月，子曰乐队获全国性声乐政府奖“金号奖”的十佳组合、优秀乐队组合、现场最佳人气奖等多项大奖。2004年10月，为电影《圣殿》创作电影音乐及主题曲《传奇》。2005年，为电影《武松打我》创作电影音乐及主题曲《忽悠》。同年9月，应邀参加第五届平遥国际摄影节，作为唯一一支乐队参加“点亮影像之光”摇滚演出，并作为特邀嘉宾参加纪念黑冰十年的“黑冰之夜”的演出。2006年6月14日，子曰乐队更名为子曰秋野乐队，主唱秋野协同乐队全新阵容在北京愚公移山酒吧进行暂别一年来的首次演出。
2010年2月19日，鼓手张越因大动脉破裂胃出血于北京空军总医院不幸逝世。5月1日，子曰秋野乐队参与草莓音乐节压轴演出。2011年7月31日，子曰秋野乐队应邀参加张北草原音乐节（IN MUSCI FESTOIVAL），担任LIGHT舞台压轴表演嘉宾。2014年12月24日，子曰秋野最新盘点歌曲《二零一四：甲午改一改》视频正式首发。2015年11月，参加东方卫视音乐竞技节目《中国之星》。

## 专辑
- 专 辑：第一册
- 语 言：国语
- 日 期：1999.08
- [01]大树
- [02]梦
- [03]磁器
- [04]乖乖的
- [05]光的深处
- [06]酒道
- [07]门前事儿
- [08]你也来了
- [09]相对

- 专辑：第二册
- 语言：国语
- 日期：2002年7月1日
- 《子曰：“没法儿说”》
- 《梅花弄》
- 《托锁》
- 《这里的夜晚会有星星吗？》
- 《车祸》
- 《咿呦》
- 《乐此不疲》
- 《二·八恋曲》
- 《腕儿》
- 《妮玛娜格》